# Parijs-Tours 1901
De tweede editie van Parijs-Tours  werd verreden op zondag 30 juni 1901. De wedstrijd had een lengte van 253 kilometer, startte in Parijs en eindigde in Tours. De wedstrijd voor het eerst in vijf jaar weer georganiseerd.
De Fransman Jean Fischer won de wedstrijd. 

## Uitslag
| Plaats  | Naam               | Tijd      |
| ------- | ------------------ | --------- |
| Winnaar | Jean Fischer       | 9u22'35"  |
| 2       | Georges Lorgeou    | +42'59"   |
| 3       | Edouard Wattelier  | +47'10"   |
| 4       | Antony Wattelier   | +50'07"   |
| 5       | Jules Chalansonnet | +1u21'48" |
| 6       | Victor Lefèvre     | +1u43'25" |
| 7       | Achille Germain    | +1u53'25" |
| 8       | Georges Clément    | z.t.      |
| 9       | Launay             | z.t.      |

1896 · 
1897 · 
1898 · 
1899 · 
1900 · 
1901 · 
1902 · 
1903 · 
1904 · 
1905 · 
1906 · 
1907 · 
1908 · 
1909 · 
1910 · 
1911 · 
1912 · 
1913 · 
1914 · 
1915 · 
1916 · 
1917 · 
1918 · 
1919 · 
1920 · 
1921 · 
1922 · 
1923 · 
1924 · 
1925 · 
1926 · 
1927 · 
1928 · 
1929 · 
1930 · 
1931 · 
1932 · 
1933 · 
1934 · 
1935 · 
1936 · 
1937 · 
1938 · 
1939 · 
1940 · 
1941 · 
1942 · 
1943 · 
1944 · 
1945 · 
1946 · 
1947 · 
1948 · 
1949 · 
1950 · 
1951 · 
1952 · 
1953 · 
1954 · 
1955 · 
1956 · 
1957 · 
1958 · 
1959 · 
1960 · 
1961 · 
1962 · 
1963 · 
1964 · 
1965 · 
1966 · 
1967 · 
1968 · 
1969 · 
1970 · 
1971 · 
1972 · 
1973 · 
1974 · 
1975 · 
1976 · 
1977 · 
1978 · 
1979 · 
1980 · 
1981 · 
1982 · 
1983 · 
1984 · 
1985 · 
1986 · 
1987 · 
1988 · 
1989 · 
1990 · 
1991 · 
1992 · 
1993 · 
1994 · 
1995 · 
1996 · 
1997 · 
1998 · 
1999 · 
2000 · 
2001 · 
2002 · 
2003 · 
2004 · 
2005 · 
2006 · 
2007 · 
2008 · 
2009 · 
2010 · 
2011 · 
2012 · 
2013 · 
2014 · 
2015 · 
2016 · 
2017 · 
2018 · 
2019 ·
2020 ·
2021 ·
2022 ·
2023 ·
2024 ·
2025